# 科特努尔
科特努尔（Kothnur），是印度卡纳塔克邦Bangalore县的一个城镇。总人口20835（2001年）。

## 人口
该地2001年总人口20835人，其中男性10991人，女性9844人；0—6岁人口2760人，其中男1410人，女1350人；识字率67.36%，其中男性为73.02%，女性为61.04%。